# Volokîtîne, Putîvl
Volokîtîne (în ucraineană Волокитине) este localitatea de reședință a comunei Volokîtîne din raionul Putîvl, regiunea Sumî, Ucraina.

## Demografie
Componența lingvistică a localității Volokîtîne
     Ucraineană (91,46%)
     Rusă (8,54%)
Conform recensământului din 2001, majoritatea populației localității Volokîtîne era vorbitoare de ucraineană (91,46%), existând în minoritate și vorbitori de rusă (8,54%).